# Nemzeti bajnokság I 1927/1928
Dvacátý pátý ročník Nemzeti bajnokság I (1. maďarské fotbalové ligy) se konal opět za účasti dvanácti klubů.
Soutěž ovládl již pojedenácté ve své klubové historii Ferencvárosi TC, který vyhrál potřetí v řadě. Nejlepším střelcem se stal József Takács (31 branek), který hrál za Ferencvárosi TC.